# Stowpynka
Stowpynka (ukr. Стовпинка) – wieś na Ukrainie, w obwodzie żytomierskim, w rejonie olewskim. W 2001 roku liczyła 674 mieszkańców.